# Paule Desjardins
Paule Desjardins, née le 19 avril 1929 à Calais et morte le 31 décembre 2007 à Millau, est une chanteuse française. Elle représente la France lors de la 2e édition du Concours Eurovision de la chanson en 1957.
Le 3 mars 1957 à Francfort, lors du Concours Eurovision de la chanson, appelé cette année-là Grand Prix Eurovision de la chanson européenne 1957, elle se classa deuxième du vote sur 10 participants avec 17 points grâce à sa chanson La Belle Amour (Francis Carco-Guy Lafarge).